# 迪克·吉德里
理查德·吉德里（英語：Richard P. Guidry），也称迪克·吉德里（英語：Dick Guidry,1929年9月22日—2014年3月26日），是一名路易斯安那州商人、民主党人。
他曾担前路易斯安那州众议院議員，当时为最年轻的参议员。2014年，他死于路易斯安那州新爱尔良，享年84岁。